# Gnewitz
Gnewitz ist eine Gemeinde im Landkreis Rostock in Mecklenburg-Vorpommern (Deutschland). Die Gemeinde wird vom Amt Tessin mit Sitz in der Stadt Tessin verwaltet. In der Gemarkung Gnewitz finden sich prähistorische Großsteingräber, darunter laut Ewald Schuldt vier Ganggräber, drei Rechteckdolmen – sogenannte „erweiterte Dolmen“ – und ein Hünenbett ohne Kammer.

## Geografie
Die Gemeinde Gnewitz liegt in einem Grundmoränengebiet etwa 30 Kilometer östlich von Rostock. In Richtung Südosten fällt das Gelände etwa 20 Meter zum Recknitztal hin ab. Die nächstgelegenen Kleinstädte sind Tessin, Marlow und Bad Sülze.
Umgeben wird Gnewitz von den Nachbargemeinden Stubbendorf im Nordosten, Thelkow im Südosten, Zarnewanz im Südwesten sowie Sanitz und Dettmannsdorf im Nordwesten.
Zu Gnewitz gehören die Ortsteile Barkvieren und Neubarkvieren.

## Geschichte
Barkvieren war Teil des Amtes Ribnitz. Das Gut in Barkvieren war in den Händen der Familien von der Lühe, dann bei den Grafen von Bassewitz-Dalwitz, u. a. Heinrich Graf Bassewitz, einem nachgeborenen Sohn des Großgrundbesitzers und Domherrn zu Lübeck Adolph Christian Ulrich Graf von Bassewitz (1787–1841). Später folgte der Sohn, Ministerial-Rat a. D. Graf David Traugott A. W. M. von Bassewitz-Levetzow. Bereits 1876 wurde Gut Barkvieren ein Allodgut, in Intestaterbfolge. Der Besitz wurde durch einen Gutsverwalter, einen Inspektor geführt. Zu Barkvieren gehörte auch das Gut in Zarnewanz. Um 1923 hatte Gut Barkvieren eine Gesamtgröße von 411 ha. Die Grafenfamilie von Bassewitz lebte später in Montreux in der Schweiz. Nach mehreren Quellen wurde der einstige Adelsbesitz kurz nach 1927 aufgesiedelt, Eigentümer der 411 ha wurde die Kultur- u. Siedlungs-Aktiengesellschaft deutscher Landwirtschaft mit Sitz in Schwerin.
Gnewitz wurde zum ersten Mal in einer am 29. August 1297 in Rostock ausgestellten Urkunde erwähnt. Der Name Gnewitz kommt aus dem slawischen (altslawisch Gnevu) was so viel wie Grimm, Zorn, also Ort der grimmigen, zornigen Menschen heißt.
Von 1801 bis 1803 verlebte der später als Generalfeldmarschall berühmt gewordene Helmuth Karl Bernhard von Moltke (1800–1891) in Gnewitz erste Kindheitsjahre. Mitte der 1920er Jahre war Gut Gnewitz Eigentum des David Traugott Graf von Bassewitz-Barkvieren (1868–1940), verheiratet mit Lilla Freiin von Brandenstein (1869–1953), ein Lehngut und Teil eines Familienfideikommiss, Größe 385 ha.

## Sehenswürdigkeiten

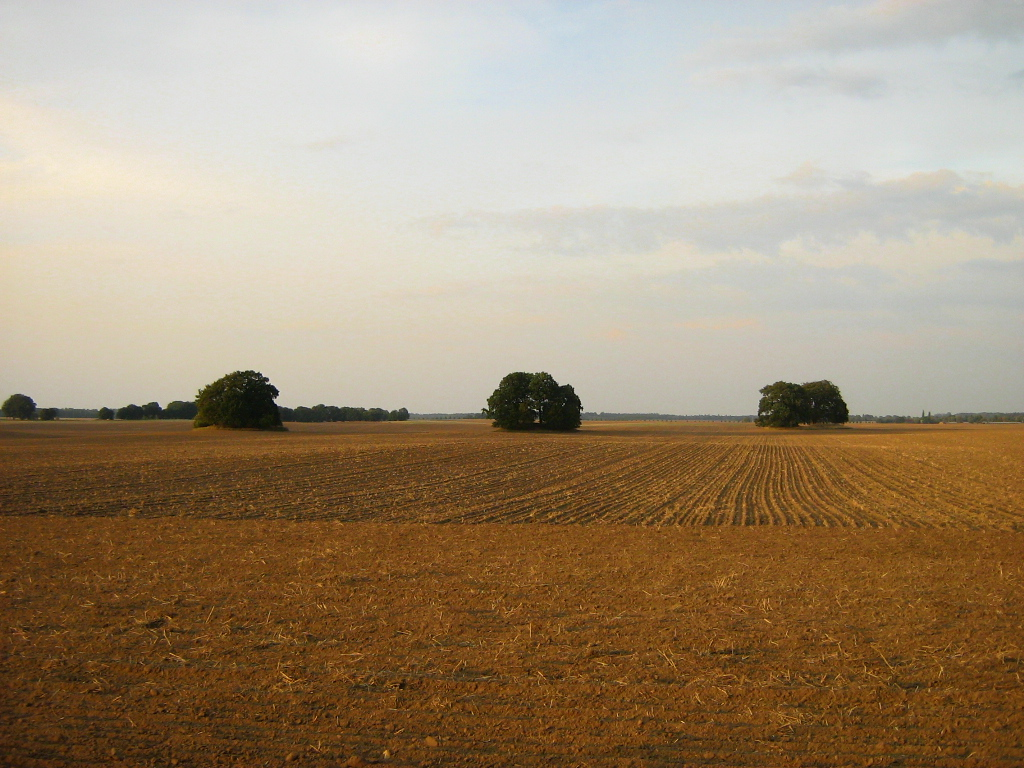
Großsteingräber Gnewitz

- Großsteingräber von Gnewitz

## Gemeindevertretung
Die Gemeindevertretung hat neben dem Bürgermeister sechs weitere Mitglieder.

## Belege
1. ↑  Statistisches Amt M-V – Bevölkerungsstand der Kreise, Ämter und Gemeinden 2023 (XLS-Datei) (Amtliche Einwohnerzahlen in Fortschreibung des Zensus 2022) (Hilfe dazu).
2. ↑  Gothaisches Genealogisches Taschenbuch der Gräflichen Häuser. 1916. Neundundachtzigste Jahrgang, Justus Perthes, Gotha 1915, S. 65.
3. ↑  Herrmann A. L. Degener (Hrsg.): Wer ist`s? Zeitgenossenlexikon. 1. Ausgabe, Selbstverlag, Leipzig 1905, S. 33.
4. ↑  Regierungs-Blatt für das Großherzogthum Mecklenburg-Schwerin. №. 17. Jahrgang 1876, Ausgegeben Schwerin, Sonnabend, den 17. Juni 1876, S. 101.
5. ↑  Gustav Quade: Mecklenburgische Vaterlandskunde. Band 1, 2. Auflage, Begr. Wilhelm Raabe, Hinstorff, Wismar 1894, S. 1030.
6. ↑  Gothaisches Genealogisches Taschenbuch der Gräflichen Häuser. 1942. 115. Jahrgang, Justus Perthes, Gotha 1941, S. 47.
7. ↑  Vgl. Mecklenburg-Schwerinsches Staatshandbuch 1927. Bärensprung, Schwerin 1927, S. 159.
8. ↑  Ernst Seyfert, Hans Wehner, W. Baarck: Landwirtschaftliches Adreßbuch für Mecklenburg-Schwerin und -Strelitz. In: Niekammer (Hrsg.): Niekammer’s Landwirtschaftliches Güter-Adreßbücher (Letzte Ausgabe). 4. Auflage. Band IV. Selbstverlag von Niekammer’s Güter-Adreßbüchern GmbH, Leipzig 1928, S. 141 (g-h-h.de).
9. ↑  Vgl. Hans Friedrich von Ehrenkrook, Jürgen von Flotow, Walter von Hueck, u. a.: GHdA. Freiherrliche Häuser. A (Uradel). 1962. Band IV, Hrsg. Deutsches Adelsarchiv, C. A. Starke, Limburg an der Lahn 1962, S. 34.
10. ↑  Adolf Freiherr Maltzan: Handbuch des Grundbesitzes im Deutsche Reiche. Vollständiges Adressbuch. Mecklenurg-Schwerin und - Strelitz. Oldenburgisches Landesteil. Lübeck. Hansestädte Bremen, Lübeck, Hamburg. 4. Auflage, Nicolai R. Stricker, Berlin 1924, S. 188 f.
11. ↑  Stadt Tessin / Amt / Gemeinden / Gnewitz / Gemeindevertretung.